# Ongles
Ongles ist eine französische Gemeinde mit 359 Einwohnern (Stand 1. Januar 2022) im Département Alpes-de-Haute-Provence in der Region Provence-Alpes-Côte d’Azur. Sie gehört zum Kanton Forcalquier im Arrondissement Forcalquier. Die Bewohner nennen sich Onglois.

## Geographie
Der Dorfkern befindet sich auf 613 m im Bereich der Seealpen. Ongles grenzt im Norden an Lardiers, im Osten an Saint-Étienne-les-Orgues, im Südosten an Forcalquier, im Süden an Limans, im Südwesten an Revest-des-Brousses und im Westen an Banon.

## Bevölkerungsentwicklung

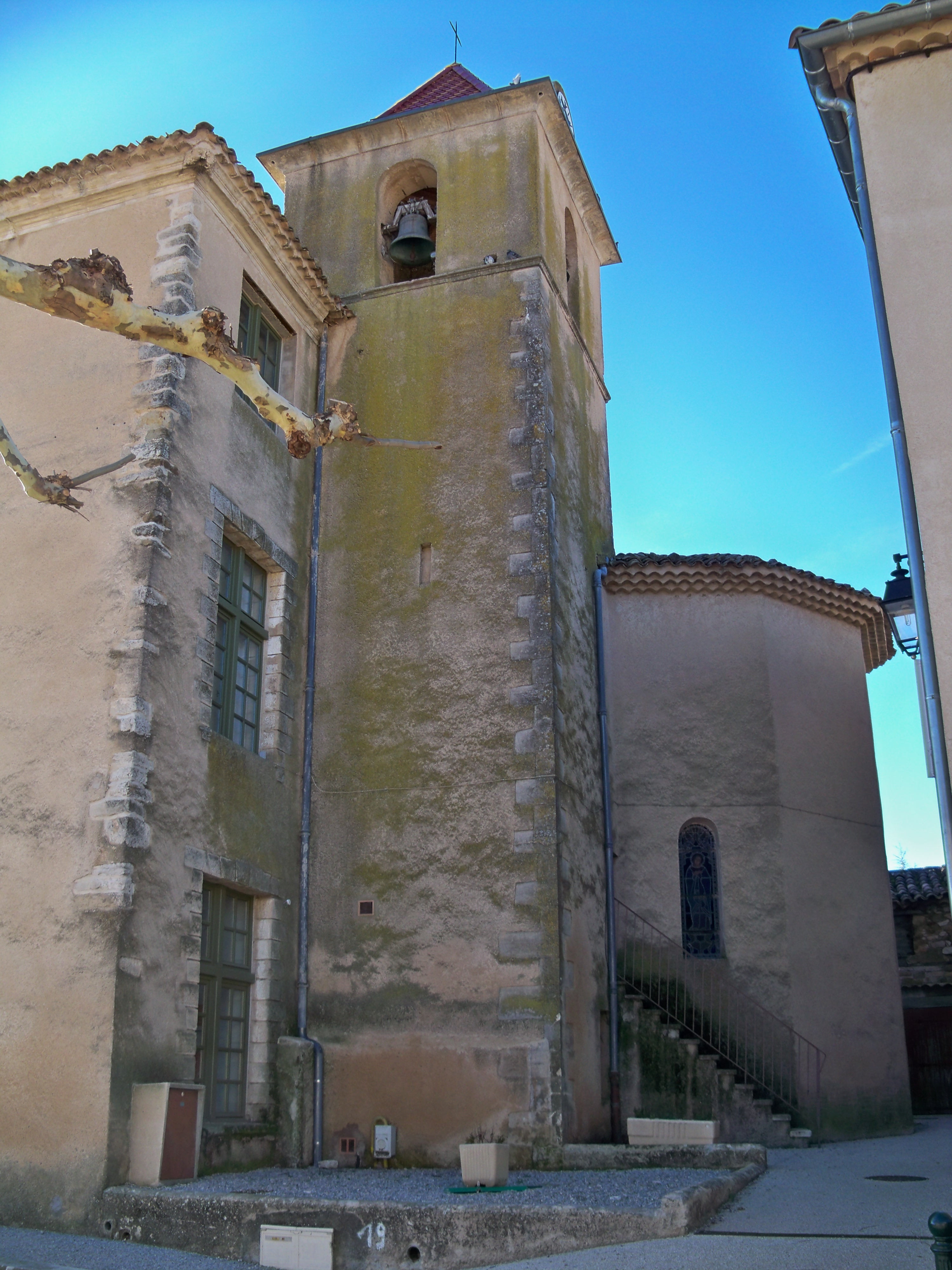
Turm der Kirche Notre-Dame

| Jahr      | 1962 | 1968 | 1975 | 1982 | 1990 | 1999 | 2008 | 2012 |
| --------- | ---- | ---- | ---- | ---- | ---- | ---- | ---- | ---- |
| Einwohner | 237  | 240  | 187  | 197  | 239  | 278  | 331  | 347  |